# Walker Art Center

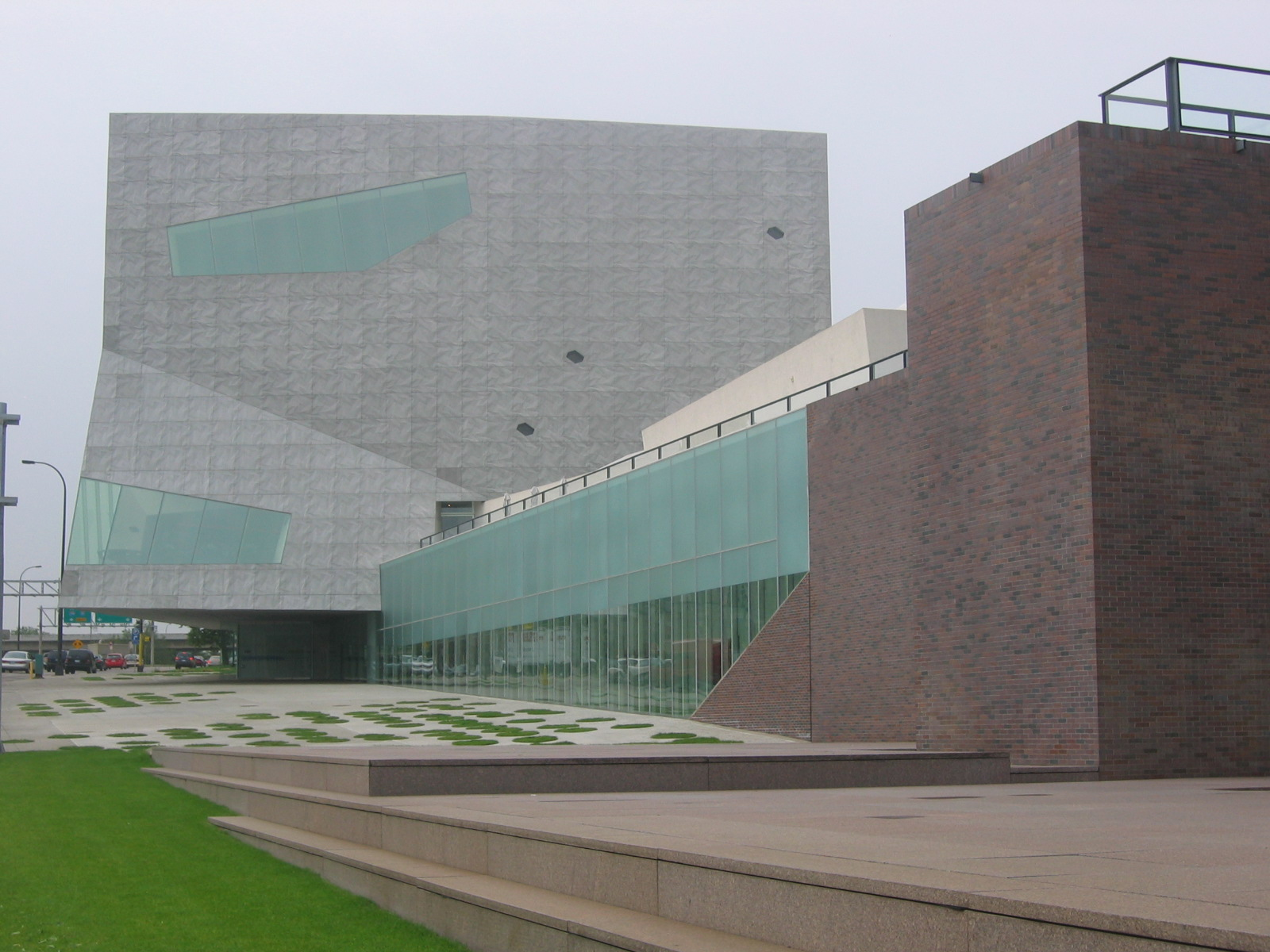
Walker Art Center

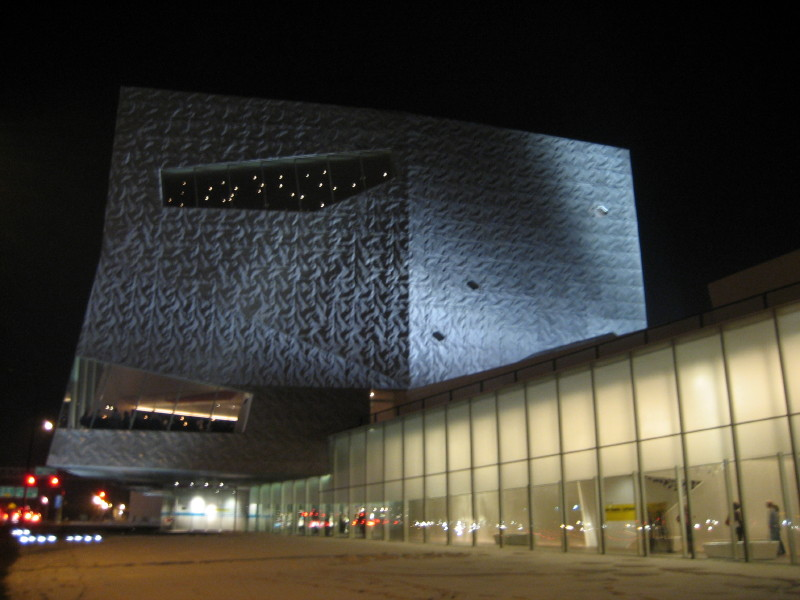
Das Walker Art Center bei Nacht (2005)

Walker Art Center ist ein 1879 vom Holzfäller Thomas Barlow Walker gegründetes Kunstmuseum in Minneapolis, Minnesota. 1927 bezog es seinen heutigen Sitz und war damals das erste öffentliche Kunstmuseum im oberen mittleren Westen der Vereinigten Staaten.
Dank einer Spende von Gilbert Walker konnten ab den 1990er Jahren Werke der Moderne z. B. Skulpturen von Pablo Picasso, Henry Moore, Alberto Giacometti und weiteren zur Sammlung gekauft werden. Auf dem 69.000 Quadratmeter großen Museumsgelände befindet sich auch ein Skulpturengarten.
Das Museum wurde von Newsweek als eines der besten zeitgenössischen Museen des Landes bezeichnet.

## Erweiterung 1999 bis 2005
Von 1999 bis 2005 wurde das Walker Art Center renoviert und erweitert. Geplant wurde der Umbau vom Schweizer Architekturbüro Herzog & de Meuron, die Projektleitung hatte hierbei Christine Binswanger. Zu dem bestehenden Backsteinbau wurde ein unförmiger Würfel hinzugefügt, der zu schweben scheint, da er über das Erdgeschoss hinweg fast bis an die Straße hinausragt. Besonders auffällig ist die metallene Fassade, die das Licht je nach Einfall unterschiedlich reflektiert. Die großen, unförmigen Fensterausschnitte muten dekonstruktivistisch an. Verbunden wird der Alt- und Neubau auf Erdgeschossebene durch eine Galerie mit Glasfassade.
Neben einer hell beleuchteten und vergrößerten Ausstellungsfläche verfügt das Museum  nun auch über ein Theater. Durch den Umbau wurde der Komplex zu einem multifunktionalen Kulturzentrum. Die Erweiterung des Kulturangebots ist ein Mittel, das bei vielen europäischen und nordamerikanischen Museen angewendet wird, um ein breiteres Publikum anzusprechen.